# Grupo Aeroportuario del Sureste
El Grupo Aeroportuario de Sureste (ASUR) (BMV: ASUR / NYSE: ASR) es el primer grupo aeroportuario en México y Latinoamérica que cotiza simultáneamente en los mercados de valores de Estados Unidos (NYSE) y de México (BMV).
En el quinquenio pasado (2009-2013), ASUR tuvo inversiones comprometidas que sumaron $358 millones de dólares. Sus inversiones están enfocadas en seguridad, calidad y capacidad para consolidar aeropuertos eficientes y atractivos con una excelencia en el servicio.

## Historia
En 1997 el gobierno federal mexicano comienza la privatización de la red aeroportuaria nacional. En noviembre de 1998 ASUR empieza operaciones como empresa privada, en diciembre, el socio estratégico ITA gana la licitación para el paquete accionario del 15% de ASUR e inicia en la participación de la operación de la empresa.
En junio de 1999 ASUR inicia remodelación y expansión de los aeropuertos de Cancún, Cozumel y Mérida.
En septiembre del 2000, ASUR coloca el 74.9% de su capital simultáneamente en las bolsas NYSE y BMV
En el 2002 ASUR realiza fuertes inversiones con un enfoque en los niveles de servicio.
En enero de 2003 ASUR inicia obras de expansión y remodelación en los aeropuertos de Huatulco, Veracruz y Villahermosa. en diciembre concluye el primer quinquenio del Plan Maestro de Desarrollo invirtiendo un total de $1,504 millones, 9% adicional a lo comprometido con el gobierno federal.
En enero de 2004 inicia el segundo quinquenio del Plan Maestro de Desarrollo 2004-2008 con una inversión programada por $1,703 millones, en abril, Fernando Chico Pardo, empresario mexicano ingresa a grupo ASUR y se convierte en el accionista mayoritario de ITA.
En marzo de 2005, ASUR oferta el 11.1% restante, aún en manos del gobierno mexicano, con lo cual ASUR se convierte en una compañía con capital 100% privado. El 6 de diciembre de este año se coloca la primera piedra para la construcción de la terminal 3 del Aeropuerto Internacional de Cancún.
El 2006 es un año de recuperación y consolidación en ASUR tras el impacto del huracán Wilma en las costas de Quintana Roo a finales del 2005. En mayo se realiza la remodelación y ampliación del Aeropuerto Internacional de Villahermosa, con una inversión aproximada de 130 millones de pesos.
El 17 de mayo del 2007, en un tiempo récord de 18 meses de construcción, ASUR pone en marcha la Terminal 3 del Aeropuerto Internacional de Cancún, con una inversión aproximada de 100 millones de dólares.
En marzo de 2008, ASUR recibió por primera vez el Distintivo Socialmente Responsable emitido por el Centro Mexicano de la Filantropía (CEMEFI). En diciembre de ese año finalizó con éxito las inversiones requeridas en el segundo quinquenio de su programa Maestro de Desarrollo.
ASUR es una sociedad anónima bursátil de capital variable constituida bajo las leyes de México; su denominación social es Grupo Aeroportuario del Sureste, S.A.B. de C.V., y se constituyó mediante escritura pública número 44,125 de fecha 1 de abril de 1998, otorgada ante el Lic. Emiliano Zubiría Maqueo, Notario Público número 25 del Distrito Federal, e inscrita en el Registro Público de Comercio del Distrito Federal bajo el folio mercantil número 237,658 el 30 de abril de 1998.  
La Emisora es una compañía tenedora de acciones de sociedades dedicadas a la administración, operación, incluyendo la prestación de servicios aeroportuarios, complementarios y comerciales, construcción y/o explotación de aeródromos civiles y en términos de la Ley de Aeropuertos y su Reglamento. Nueve de las subsidiarias de la emisora cuentan con concesiones para operar, administrar, explotar y construir Aeropuertos en la región Sureste de México; dichas concesiones tienen un plazo de cincuenta años a partir de 1998.  
ASUR fue constituida como parte de los planes del gobierno federal para la apertura del sistema aeroportuario mexicano a la inversión privada bajo un programa de dos etapas.  Bajo los lineamientos emitidos por la SCT, 35 de los 58 principales aeropuertos públicos de México fueron seleccionados para este programa y se dividieron en cuatro grupos: el grupo del sureste (que cuenta con los nueve Aeropuertos de ASUR), el grupo Ciudad de México (que actualmente cuenta con un solo aeropuerto), el grupo Pacífico (que cuenta con 12 aeropuertos) y el grupo Centro-Norte (que cuenta con 13 aeropuertos). En la primera fase del programa se seleccionaría un inversionista para cada grupo aeroportuario a través de un proceso de licitación pública. A este inversionista se le otorgaría una participación del 15.0% en el capital del grupo aeroportuario y el derecho y obligación de celebrar varios contratos, incluyendo uno para prestar ciertos servicios de asistencia técnica en los términos establecidos durante el proceso de licitación pública. En la segunda fase del programa, una parte o la totalidad de la tenencia accionaria remanente de cada grupo aeroportuario, sería ofrecida para venta al público en general. 
En junio de 1998, la SCT otorgó a las subsidiarias de ASUR las Concesiones para administrar, operar, explotar y, en su caso, construir los Aeropuertos del Sureste por un plazo de 50 años a partir del 1 de noviembre de 1998. A su vez, por cada grupo aeroportuario se constituyó una sociedad controladora, que es propietaria de la totalidad (menos una acción) de las acciones representativas del capital social de las sociedades Concesionarias, así como de una sociedad de servicios del grupo correspondiente.

## FBO
En ASUR cuentan con instalaciones FBO en el aeropuerto de Cancún disponibles para la aviación general de México, Estados Unidos y Latinoamérica.
Su gama de servicios incluye, entre otros: coordinación de combustible, renta de hangares, servicios de apoyo en tierra y servicios especiales para pilotos y pasajeros. Un equipo dedicado a los FBOs tiene el compromiso de brindar altos niveles de excelencia mediante estrictas reglas de seguridad, para proteger a los clientes.

## Aeropuertos operados por ASUR

### Aeropuertos en México
| Aeropuerto Internacional de Cancún              | Cancún       | Quintana Roo | MMUN | CUN |
| Aeropuerto Internacional de Cozumel             | Cozumel      | Quintana Roo | MMCZ | CZM |
| Aeropuerto Internacional de Bahías de Huatulco  | Huatulco     | Oaxaca       | MMBT | HUX |
| Aeropuerto Internacional de Mérida              | Mérida       | Yucatán      | MMMD | MID |
| Aeropuerto Internacional de Minatitlán          | Minatitlán   | Veracruz     | MMMT | MTT |
| Aeropuerto Internacional Xoxocotlán             | Oaxaca       | Oaxaca       | MMOX | OAX |
| Aeropuerto Internacional de Tapachula           | Tapachula    | Chiapas      | MMTP | TAP |
| Aeropuerto Internacional General Heriberto Jara | Veracruz     | Veracruz     | MMVR | VER |
| Aeropuerto Internacional Carlos Rovirosa Pérez  | Villahermosa | Tabasco      | MMVA | VSA |

### Aeropuertos fuera de México
| Aeropuerto                                  | Ciudad   | País        | ICAO | IATA |
| ------------------------------------------- | -------- | ----------- | ---- | ---- |
| Aeropuerto Antonio Roldán Betancourt        | Carepa   | Colombia    | SKLC | APO  |
| Aeropuerto Las Brujas                       | Corozal  | Colombia    | SKCZ | CZU  |
| Aeropuerto Olaya Herrera                    | Medellín | Colombia    | SKMD | EOH  |
| Aeropuerto Internacional Los Garzones       | Montería | Colombia    | SKMR | MTR  |
| Aeropuerto El Caraño                        | Quibdó   | Colombia    | SKUI | UIB  |
| Aeropuerto Internacional José María Córdova | Rionegro | Colombia    | SKRG | MDE  |
| Aeropuerto Internacional Luis Muñoz Marín   | San Juan | Puerto Rico | TJSJ | SJU  |

## Estadísticas

### Tráfico anual

#### Aeropuertos en México
Número de pasajero por aeropuerto al año 2024:
| Posición | Variación 2023 | Aeropuerto                                      | Ciudad       | Estado       | Pasajeros  | Variación 2023 |
| -------- | -------------- | ----------------------------------------------- | ------------ | ------------ | ---------- | -------------- |
| 1        | Sin cambios    | Aeropuerto Internacional de Cancún              | Cancún       | Quintana Roo | 30,411,520 | 7.1%           |
| 2        | Sin cambios    | Aeropuerto Internacional de Mérida              | Mérida       | Yucatán      | 3,699,877  | 0.7%           |
| 3        | Sin cambios    | Aeropuerto Internacional Xoxocotlán             | Oaxaca       | Oaxaca       | 1,787,428  | 5.6%           |
| 4        | Sin cambios    | Aeropuerto Internacional General Heriberto Jara | Veracruz     | Veracruz     | 1,712,821  | 2.8%           |
| 5        | Sin cambios    | Aeropuerto Internacional Carlos Rovirosa Pérez  | Villahermosa | Tabasco      | 1,481,067  | 6.0%           |
| 6        | Sin cambios    | Aeropuerto Internacional de Bahías de Huatulco  | Huatulco     | Oaxaca       | 847,178    | 7.4%           |
| 7        | Sin cambios    | Aeropuerto Internacional de Cozumel             | Cozumel      | Quintana Roo | 712,958    | 5.2%           |
| 8        | Sin cambios    | Aeropuerto Internacional de Tapachula           | Tapachula    | Chiapas      | 614,936    | 11.1%          |
| 9        | Sin cambios    | Aeropuerto Internacional de Minatitlán          | Minatitlán   | Veracruz     | 142,118    | 7.3%           |
| Total    |                |                                                 |              |              | 41,420,330 | 4.7%           |

#### Aeropuertos fuera de México
Número de pasajero por aeropuerto al año 2024:
| Aeropuerto                                  | Ciudad   | País        | Pasajeros  | Variación 2023 |
| ------------------------------------------- | -------- | ----------- | ---------- | -------------- |
| Aeropuerto Internacional Luis Muñoz Marín   | San Juan | Puerto Rico | 13,247,382 | 8.6%           |
| Aeropuerto Internacional José María Córdova | Medellín | Colombia    | 13,404,390 | 13.8%          |
| Aeropuerto Internacional Los Garzones       | Montería | Colombia    | 1,464,131  | 13.7%          |
| Aeropuerto Olaya Herrera                    | Medellín | Colombia    | 1,211,753  | 2.5%           |
| Aeropuerto El Caraño                        | Quibdó   | Colombia    | 340,695    | 3.6%           |
| Aeropuerto Antonio Roldán Betancourt        | Carepa   | Colombia    | 180,788    | 11.8%          |
| Aeropuerto Las Brujas                       | Corozal  | Colombia    | 49,803     | 88.5%          |
| Total                                       |          |             | 29,898,942 | 10.4%          |